# 鸟河乡
鸟河乡是中国黑龙江省哈尔滨市宾县下辖的一个乡，位于县城北部。

## 行政区划
桥头溪乡下辖以下地区：
九庆村、大川村、乐陵村、万发村、平安村、同乐村、永年村、久太村和广丰村。